# あべ尚乙美
あべ 尚乙美（あべ なおみ、1973年2月19日 - ）は、埼玉県坂戸市出身の演歌歌手。

## 概要
2014年２月キングレコードより「理なき恋」「この世川」でメジャーデビュー
演歌歌手のスタンスを崩さず、キャッチコピーを「ハイブリット演歌」と称して、演歌では主流のカラオケステージではなく、あくまでも生演奏を基本とすることにして、自らのバンドを率いて既存の演歌をJPOP系、ソウル、ロック、Ｒ＆Ｂにオリジナルアレンジしてライブ活動を続けている。
不定期なユニット活動として、オカリナとボーカルのユニットとしてinfix長友仍世と「ル・ノワール」を、津軽三味線の小山敏篤と「乙篤」を、ロックギタリスト佐藤晃と「ニュービーズ｝等のユニットを結成し、この場合で演歌のスタンスを崩すことなく、他ジャンルのアーティストとコラボしてライブ活動を行っている。
自ら作詩をし多くの楽曲を発表している。
オリジナル作詞作品は「紅い涙」と「嫁ぐ日」が市販、発表されている他ユニット「ルノワール」では「金の舟に乗って」、映画人間の証明のテーマソングを日本語詞にした「帽子」、ライブではリクエストが最も多いオリジナル作品「この道の向こう」等がある
2017年12月より施錠を啓発する防犯チーム「ロッキー」に振り付け師として参加、日本ロックセキュリティ協同組合が発表した防犯ソング「カギかけロックの唄」のPVにも出演している。
自らの音楽発信レーベルとして「ＣＯＣＯＯＮ ＭＵＳＩＣ」を設立、
2017年8月、初めてのカバーアルバム「13月の陽炎」を発売。
2018年2月、配信限定の「おんな玉響夢かざり」を発売。
2018年9月、「野崎川」「御代坂をこえて～紅い糸」両A面のＣＤシングルを発売、2020年4月1日　小池蓮全曲集「轍」を発売（ＣＯＣＯＯＮレーベル）
現在GAGA247エンタテインメントに所属、同事務所は演歌歌謡曲系ではキングレコード北川裕二、ヘビー級ボクサーでシンガーソングライターの市川次郎も所属する音楽制作会社で、過去には松永ひとみ、infix、アニソンコスプレアイドルグループ「東京レイヤーズ」等も所属していた。
事務所の代表半田武男は広能昌三とのペンネームであべの音楽制作すべてをプロデュースしている。
所属事務所のGAGA247エンタテインメントはラジオ番組の制作を行っており、その中の番組「演歌一本道」で最も再出演リクエストが多かったのがきっかけであべの事務所入りとなった。
現在この演歌番組「演歌一本道」でアシスタントとしてレギュラー出演している
他に元さくらと一郎のさくらとラジオ番組「音楽煮込み」にパーソナリティとして出演、現在の相方パーソナリティは水川蓮である

現在レギュラー
演歌歌謡曲系月刊雑誌シンガープロのインタビュー連載「艶歌～心の旅」２０１８年４月現在休刊中
2016年4月からコミュニティFMのFM四日市で番組「音楽煮込み」
2016年6月よりラジオ番組「演歌一本道」のアシスタントとしても出演している。

## 略歴
- 1994年 千秋企画(当時 キム・ヨンジャ所属事務所)に、事務及び後援会スタッフとして従事する。
- 1994年 作曲家 船村徹の高弟、作曲家 瀧 升に師事し、以降、勉強しながら現場での実績を積む。
- 2014年 瀧升がプロデュースを手掛け、キングレコードより「理(わり)なき恋」「この世川」にてデビュー。

## 出演
- 清水たま希と松原敬生の朝いち・うた旅（東海ラジオ）
- お昼のレコード室（ぎふチャン）
- ほんまもん!原田年晴です（ラジオ大阪）
- 森谷威夫のお世話になります（KBS京都）
- 市川次郎と広能昌三の音楽煮込み（FM四日市）
- 好きです歌謡曲（ラジオ福島）
- infix 長友仍世のくるナイ（ミュージックバードドリームスFM）